# Iwan Afonow
Iwan Iljicz Afonow (ros. Иван Ильич Афонов, ur. 30 marca?/12 kwietnia 1905 w Taganrogu, zm. 30 kwietnia 1979) – radziecki polityk, II sekretarz KC Komunistycznej Partii (bolszewików) Kazachstanu/Komunistycznej Partii Kazachstanu (1951–1954), I sekretarz Komitetu Obwodowego KPK w Pawłodarze (1954–1957).

## Życiorys
Od 1921 sekretarz odpowiedzialny rejonowego komitetu Komsomołu, później kierownik wydziału powiatowego komitetu Komsomołu 1922–1924 uczył się w fabryczno-zawodowym seminarium nauczycielskim w Taganrogu, po czym był w nim nauczycielem, 1924–1925 kierownik wydziału ekonomicznego powiatowego komitetu Komsomołu w Taganrogu. Od 1925 w RKP(b), 1925–1926 kierownik wydziału organizacyjno-propagandowego rejonowego komitetu WKP(b) w Kraju Północnokaukaskim, 1926–1928 kierownik rejonowego wydziału edukacji ludowej w Kraju Północnokaukaskim, 1928–1930 sekretarz komitetu WKP(b) zjednoczonych garbarń w Taganrogu, 1930–1931 kierownik wydziału organizacyjno-instruktorskiego rejonowego komitetu WKP(b) w Kraju Północnokaukaskim. 1931–1933 studiował w Nowoczerkaskim Instytucie Górniczym, 1933–1937 zastępca szefa i szef wydziału politycznego sowchozu w Dagestańskiej ASRR, 1937–1939 dyrektor kombinatu obuwniczego w Dagestańskiej ASRR, 1939–1940 zarządca dagestańskiego trustu, 1940–1941 kierownik Wydziału Rolnego Dagestańskiego Komitetu Obwodowego WKP(b), 1941–1943 sekretarz Dagestańskiego Komitetu Obwodowego WKP(b) ds. Przemysłu, 1943–1945 organizator odpowiedzialny Wydziału Organizacyjno-Instruktorskiego KC WKP(b). Od czerwca 1945 do 1947 II sekretarz Komitetu Obwodowego WKP(b) w Astrachaniu, od 1947 do lipca 1948 kierownik Sektora Wydziału Informacji Partyjnej Zarządu ds. Weryfikacji Organów Partyjnych KC WKP(b), od lipca 1948 do września 1949 inspektor KC WKP(b), od września 1949 do grudnia 1951 I sekretarz Komitetu Obwodowego WKP(b) w Tiumeni, w listopadzie-grudniu 1951 ponownie inspektor KC WKP(b). Od grudnia 1951 do lutego 1954 II sekretarz KC KP(b)K/KPK, od stycznia 1954 do kwietnia 1957 I sekretarz Komitetu Obwodowego KPK w Pawłodarze, 1957–1959 szef Kazachstańskiego Republikańskiego Zarządu Rezerw Pracowniczych, 1959–1963 szef Głównego Zarządu Kształcenia Profesjonalno-Technicznego przy Radzie Ministrów Kazachskiej SRR, 1963–1964 przewodniczący Państwowego Komitetu Rady Ministrów Kazachskiej SRR ds. Kształcenia Profesjonalno-Technicznego, od grudnia 1964 na emeryturze.

## Odznaczenia
- Order Lenina
- Order Wojny Ojczyźnianej II klasy (1945)
- Order „Znak Honoru” (1944)